# Unione Sportiva Baracca Calcio 1991-1992
Questa pagina raccoglie le informazioni riguardanti l'Unione Sportiva Baracca Calcio nelle competizioni ufficiali della stagione 1991-1992.

## Rosa
| N. |                   | Ruolo | Calciatore             |
| -- | ----------------- | ----- | ---------------------- |
|    | Italia (bandiera) | A     | Sergio Actis Dato      |
|    | Italia (bandiera) | D     | Silvestro Baldacci (I) |
|    | Italia (bandiera) | D     | Stefano Bettarini      |
|    | Italia (bandiera) | C     | Andrea Buccioli        |
|    | Italia (bandiera) | C     | Umberto Calcagno       |
|    | Italia (bandiera) | C     | Davide Cangini         |
|    | Italia (bandiera) | A     | Francesco Caruso       |
|    | Italia (bandiera) | C     | Carlo Cotroneo         |
|    | Italia (bandiera) | D     | Giovanni Dall'Igna     |
|    | Italia (bandiera) | C     | Sergio Galeazzi        |
|    | Italia (bandiera) | P     | Ivan Gamberini         |

| N. |                   | Ruolo | Calciatore        |
| -- | ----------------- | ----- | ----------------- |
|    | Italia (bandiera) | C     | Biagio Lombardi   |
|    | Italia (bandiera) | D     | Mario Manzo       |
|    | Italia (bandiera) | C     | Guido Minetto     |
|    | Italia (bandiera) | C     | Felice Parisi     |
|    | Italia (bandiera) | D     | Carmine Parlato   |
|    | Italia (bandiera) | C     | Ulisse Raza       |
|    | Italia (bandiera) | P     | Federico Verdini  |
|    | Italia (bandiera) | D     | Marco Vergnani    |
|    | Italia (bandiera) | A     | Vincenzo Vivarini |
|    | Italia (bandiera) | P     | Adriano Zancopè   |

## Risultati

### Campionato

#### Girone di andata
| 15 settembre 1991 1ª giornata | Baracca Lugo | 0 – 4 | Empoli |  |

| 22 settembre 1991 2ª giornata | Casale | 1 – 0 | Baracca Lugo |  |

| 29 settembre 1991 3ª giornata | Baracca Lugo | 0 – 3 | SPAL |  |

| 6 ottobre 1991 4ª giornata | Arezzo | 1 – 0 | Baracca Lugo |  |

| 13 ottobre 1991 5ª giornata | Baracca Lugo | 3 – 0 | Siena |  |

| 20 ottobre 1991 6ª giornata | Pro Sesto | 1 – 1 | Baracca Lugo |  |

| 27 ottobre 1991 7ª giornata | Baracca Lugo | 2 – 1 | Pavia |  |

| 10 novembre 1991 8ª giornata | Como | 1 – 0 | Baracca Lugo |  |

| 17 novembre 1991 9ª giornata | Baracca Lugo | 2 – 2 | Spezia |  |

| 24 novembre 1991 10ª giornata | Chievo | 2 – 1 | Baracca Lugo |  |

| 1º dicembre 1991 11ª giornata | Baracca Lugo | 1 – 0 | Massese |  |

| 8 dicembre 1991 12ª giornata | Alessandria | 1 – 0 | Baracca Lugo |  |

| 15 dicembre 1991 13ª giornata | Baracca Lugo | 1 – 0 | Carpi |  |

| 22 dicembre 1991 14ª giornata | Palazzolo | 0 – 0 | Baracca Lugo |  |

| 29 dicembre 1991 15ª giornata | Baracca Lugo | 1 – 1 | Vicenza |  |

| 12 gennaio 1992 16ª giornata | Monza | 0 – 0 | Baracca Lugo |  |

| 19 gennaio 1992 17ª giornata | Baracca Lugo | 3 – 3 | Triestina |  |

#### Girone di ritorno
| 26 gennaio 1992 18ª giornata | Empoli | 0 – 0 | Baracca Lugo |  |

| 9 febbraio 1992 19ª giornata | Baracca Lugo | 1 – 1 | Casale |  |

| 16 febbraio 1992 20ª giornata | SPAL | 2 – 1 | Baracca Lugo |  |

| 23 febbraio 1992 21ª giornata | Baracca Lugo | 3 – 1 | Arezzo |  |

| 1º marzo 1992 22ª giornata | Siena | 1 – 0 | Baracca Lugo |  |

| 8 marzo 1992 23ª giornata | Baracca Lugo | 0 – 1 | Pro Sesto |  |

| 15 marzo 1992 24ª giornata | Pavia | 0 – 0 | Baracca Lugo |  |

| 23 marzo 1992 25ª giornata | Baracca Lugo | 0 – 2 | Como |  |

| 5 aprile 1992 26ª giornata | Spezia | 1 – 1 | Baracca Lugo |  |

| 12 aprile 1992 27ª giornata | Baracca Lugo | 0 – 0 | Chievo |  |

| 18 aprile 1992 28ª giornata | Massese | 2 – 1 | Baracca Lugo |  |

| 26 aprile 1992 29ª giornata | Baracca Lugo | 3 – 0 | Alessandria |  |

| 3 maggio 1992 30ª giornata | Carpi | 2 – 1 | Baracca Lugo |  |

| 10 maggio 1992 31ª giornata | Baracca Lugo | 0 – 0 | Palazzolo |  |

| 17 maggio 1992 32ª giornata | Vicenza | 4 – 2 | Baracca Lugo |  |

| 24 maggio 1992 33ª giornata | Baracca Lugo | 0 – 1 | Monza |  |

| 31 maggio 1992 34ª giornata | Triestina | 2 – 1 | Baracca Lugo |  |